# Birmingham Wire Gauge
El sistema Birmingham Wire Gauge (abreviado como BWG) es una norma empleada para especificar el grosor (diámetro) del alambre o hilo, tiras y tubos metálicos, adoptado en Gran Bretaña a partir del 1884 y a continuación utilizado para estandarizar las medidas.
En medicina, el calibre de Birmingham es comúnmente usado para especificar el diámetro exterior de agujas hipodérmicas, catéteres, cánulas y alambres de sutura. Se desarrolló originalmente en Inglaterra a principios del siglo XIX para su uso en la fabricación de alambre y comenzó a aparecer en un entorno médico a principios del siglo XX. Otro sistema de calibre de aguja común en medicina es la escala francesa de Charrière.

## Conversión entre BWG y pulgadas o milímetros
A cada valor BWG le corresponde un cierto espesor expresado en pulgadas. La correspondencia entre BWG y el diámetro expresado en pulgadas (inch) no es lineal y puede ser expresada a través de tablas, como esta mostrada a continuación:
| BWG | inch  | mm    |
| --- | ----- | ----- |
| 0   | 0,340 | 8,636 |
| 1   | 0,300 | 7,620 |
| 2   | 0,284 | 7,214 |
| 3   | 0,259 | 6,579 |
| 4   | 0,238 | 6,045 |
| 5   | 0,220 | 5,588 |
| 6   | 0,203 | 5,156 |
| 7   | 0,180 | 4,572 |
| 8   | 0,165 | 4,191 |
| 9   | 0,148 | 3,759 |
| 10  | 0,134 | 3,404 |
| 11  | 0,120 | 3,048 |
| 12  | 0,109 | 2,769 |
| 13  | 0,095 | 2,413 |
| 14  | 0,083 | 2,108 |
| 15  | 0,072 | 1,829 |
| 16  | 0,065 | 1,651 |
| 17  | 0,058 | 1,473 |
| 18  | 0,049 | 1,245 |
| 19  | 0,042 | 1,067 |
| 20  | 0,035 | 0,889 |
| 21  | 0,032 | 0,813 |
| 22  | 0,028 | 0,711 |
| 23  | 0,025 | 0,635 |
| 24  | 0,022 | 0,559 |
| 25  | 0,020 | 0,508 |

En una primera aproximación, para el cálculo del diámetro en pulgadas, es posible utilizar la siguiente relación:
{\displaystyle in=0,3\cdot 0,897^{(BWG-1)}}

## Uso en medicina

### Tamaños de agujas hipodérmicas
Las agujas hipodérmicas están disponibles en una amplia variedad de diámetros exteriores descritos por números de calibre. Los números de calibre más pequeños indican diámetros exteriores más grandes. El diámetro interior depende tanto del calibre como del espesor de la pared. La siguiente tabla muestra el diámetro interno nominal y el grosor de la pared para agujas de pared normal. Las agujas de pared delgada (no mostradas) tienen diámetros exteriores idénticos pero diámetros interiores más grandes para un calibre dado.
| Gauge, G | Diámetro externo nominal | Diámetro externo nominal | Diámetro interno nominal | Diámetro interno nominal | Espesor de pared nominal | Espesor de pared nominal | ISO 6009 color |
| Gauge, G | (pulgada)                | (mm)                     | (pulgada)                | (mm)                     | (pulgada)                | (mm)                     | ISO 6009 color |
| -------- | ------------------------ | ------------------------ | ------------------------ | ------------------------ | ------------------------ | ------------------------ | -------------- |
| 7        | 0.180 ± 0.001            | 4.572 ± 0.025            | 0.150 ± 0.003            | 3.810 ± 0.076            | 0.015 ± 0.001            | 0.381 ± 0.025            | (indefinido)   |
| 8        | 0.165 ± 0.001            | 4.191 ± 0.025            | 0.135 ± 0.003            | 3.429 ± 0.076            | 0.015 ± 0.001            | 0.381 ± 0.025            | (indefinido)   |
| 9        | 0.148 ± 0.001            | 3.759 ± 0.025            | 0.118 ± 0.003            | 2.997 ± 0.076            | 0.015 ± 0.001            | 0.381 ± 0.025            | (indefinido)   |
| 10       | 0.134 ± 0.001            | 3.404 ± 0.025            | 0.106 ± 0.003            | 2.692 ± 0.076            | 0.014 ± 0.001            | 0.356 ± 0.025            | Marrón oliva   |
| 11       | 0.120 ± 0.001            | 3.048 ± 0.025            | 0.094 ± 0.003            | 2.388 ± 0.076            | 0.013 ± 0.001            | 0.330 ± 0.025            | Verde-amarillo |
| 12       | 0.109 ± 0.001            | 2.769 ± 0.025            | 0.085 ± 0.003            | 2.159 ± 0.076            | 0.012 ± 0.001            | 0.305 ± 0.025            | Azul pálido    |
| 13       | 0.095 ± 0.001            | 2.413 ± 0.025            | 0.071 ± 0.003            | 1.803 ± 0.076            | 0.012 ± 0.001            | 0.305 ± 0.025            | Morado         |
| 14       | 0.083 ± 0.001            | 2.108 ± 0.025            | 0.063 ± 0.003            | 1.600 ± 0.076            | 0.010 ± 0.001            | 0.254 ± 0.025            | Verde pálido   |
| 15       | 0.0720 ± 0.0005          | 1.829 ± 0.013            | 0.0540 ± 0.0015          | 1.372 ± 0.038            | 0.0090 ± 0.0005          | 0.229 ± 0.013            | Azul-gris      |
| 16       | 0.0650 ± 0.0005          | 1.651 ± 0.013            | 0.0470 ± 0.0015          | 1.194 ± 0.038            | 0.0090 ± 0.0005          | 0.229 ± 0.013            | Blanco         |
| 17       | 0.0580 ± 0.0005          | 1.473 ± 0.013            | 0.0420 ± 0.0015          | 1.067 ± 0.038            | 0.0080 ± 0.0005          | 0.203 ± 0.013            | Rojo-violeta   |
| 18       | 0.0500 ± 0.0005          | 1.270 ± 0.013            | 0.0330 ± 0.0015          | 0.838 ± 0.038            | 0.0085 ± 0.0005          | 0.216 ± 0.013            | Rosa           |
| 19       | 0.0420 ± 0.0005          | 1.067 ± 0.013            | 0.0270 ± 0.0015          | 0.686 ± 0.038            | 0.0075 ± 0.0005          | 0.191 ± 0.013            | Crema          |
| 20       | 0.03575 ± 0.00025        | 0.9081 ± 0.0064          | 0.02375 ± 0.00075        | 0.603 ± 0.019            | 0.00600 ± 0.00025        | 0.1524 ± 0.0064          | Amarillo       |
| 21       | 0.03225 ± 0.00025        | 0.8192 ± 0.0064          | 0.02025 ± 0.00075        | 0.514 ± 0.019            | 0.00600 ± 0.00025        | 0.1524 ± 0.0064          | Verde profundo |
| 22       | 0.02825 ± 0.00025        | 0.7176 ± 0.0064          | 0.01625 ± 0.00075        | 0.413 ± 0.019            | 0.00600 ± 0.00025        | 0.1524 ± 0.0064          | Negro          |
| 22s      | 0.02825 ± 0.00025        | 0.7176 ± 0.0064          | 0.00600 ± 0.00075        | 0.152 ± 0.019            | 0.01110 ± 0.00025        | 0.2826 ± 0.0064          | (indefinido)   |
| 23       | 0.02525 ± 0.00025        | 0.6414 ± 0.0064          | 0.01325 ± 0.00075        | 0.337 ± 0.019            | 0.00600 ± 0.00025        | 0.1524 ± 0.0064          | Azul profundo  |
| 24       | 0.02225 ± 0.00025        | 0.5652 ± 0.0064          | 0.01225 ± 0.00075        | 0.311 ± 0.019            | 0.00500 ± 0.00025        | 0.1270 ± 0.0064          | Púrpura medio  |
| 25       | 0.02025 ± 0.00025        | 0.5144 ± 0.0064          | 0.01025 ± 0.00075        | 0.260 ± 0.019            | 0.00500 ± 0.00025        | 0.1270 ± 0.0064          | Naranja        |
| 26       | 0.01825 ± 0.00025        | 0.4636 ± 0.0064          | 0.01025 ± 0.00075        | 0.260 ± 0.019            | 0.00400 ± 0.00025        | 0.1016 ± 0.0064          | Marrón         |
| 26s      | 0.01865 ± 0.00025        | 0.4737 ± 0.0064          | 0.00500 ± 0.00075        | 0.127 ± 0.019            | 0.00680 ± 0.00025        | 0.1734 ± 0.0064          | (indefinido)   |
| 27       | 0.01625 ± 0.00025        | 0.4128 ± 0.0064          | 0.00825 ± 0.00075        | 0.210 ± 0.019            | 0.00400 ± 0.00025        | 0.1016 ± 0.0064          | Gris medio     |
| 28       | 0.01425 ± 0.00025        | 0.3620 ± 0.0064          | 0.00725 ± 0.00075        | 0.184 ± 0.019            | 0.00350 ± 0.00025        | 0.0889 ± 0.0064          | Azul-verde     |
| 29       | 0.01325 ± 0.00025        | 0.3366 ± 0.0064          | 0.00725 ± 0.00075        | 0.184 ± 0.019            | 0.00300 ± 0.00025        | 0.0762 ± 0.0064          | Rojo           |
| 30       | 0.01225 ± 0.00025        | 0.3112 ± 0.0064          | 0.00625 ± 0.00075        | 0.159 ± 0.019            | 0.00300 ± 0.00025        | 0.0762 ± 0.0064          | Amarillo       |
| 31       | 0.01025 ± 0.00025        | 0.2604 ± 0.0064          | 0.00525 ± 0.00075        | 0.133 ± 0.019            | 0.00250 ± 0.00025        | 0.0635 ± 0.0064          | Blanco         |
| 32       | 0.00925 ± 0.00025        | 0.2350 ± 0.0064          | 0.00425 ± 0.00075        | 0.108 ± 0.019            | 0.00250 ± 0.00025        | 0.0635 ± 0.0064          | Verde profundo |
| 33       | 0.00825 ± 0.00025        | 0.2096 ± 0.0064          | 0.00425 ± 0.00075        | 0.108 ± 0.019            | 0.00200 ± 0.00025        | 0.0508 ± 0.0064          | Negro          |
| 34       | 0.00725 ± 0.00025        | 0.1842 ± 0.0064          | 0.00325 ± 0.00075        | 0.0826 ± 0.019           | 0.00200 ± 0.00025        | 0.0508 ± 0.0064          | Naranja        |

- 26G × 1⁄2″ (0.45 × 12 mm) (marron)
- 25G × 5⁄8″ (0.5 × 16 mm) (naranja)
- 22G × 1 1⁄4″ (0.7 × 30 mm) (negro)
- 21G × 1 1⁄2″ (0.8 × 40 mm) (verde)
- 20G × 1 1⁄2″ (0.9 × 40 mm) (amarillo)
- 19G × 1 1⁄2″ (1.1 × 40 mm) (crema)

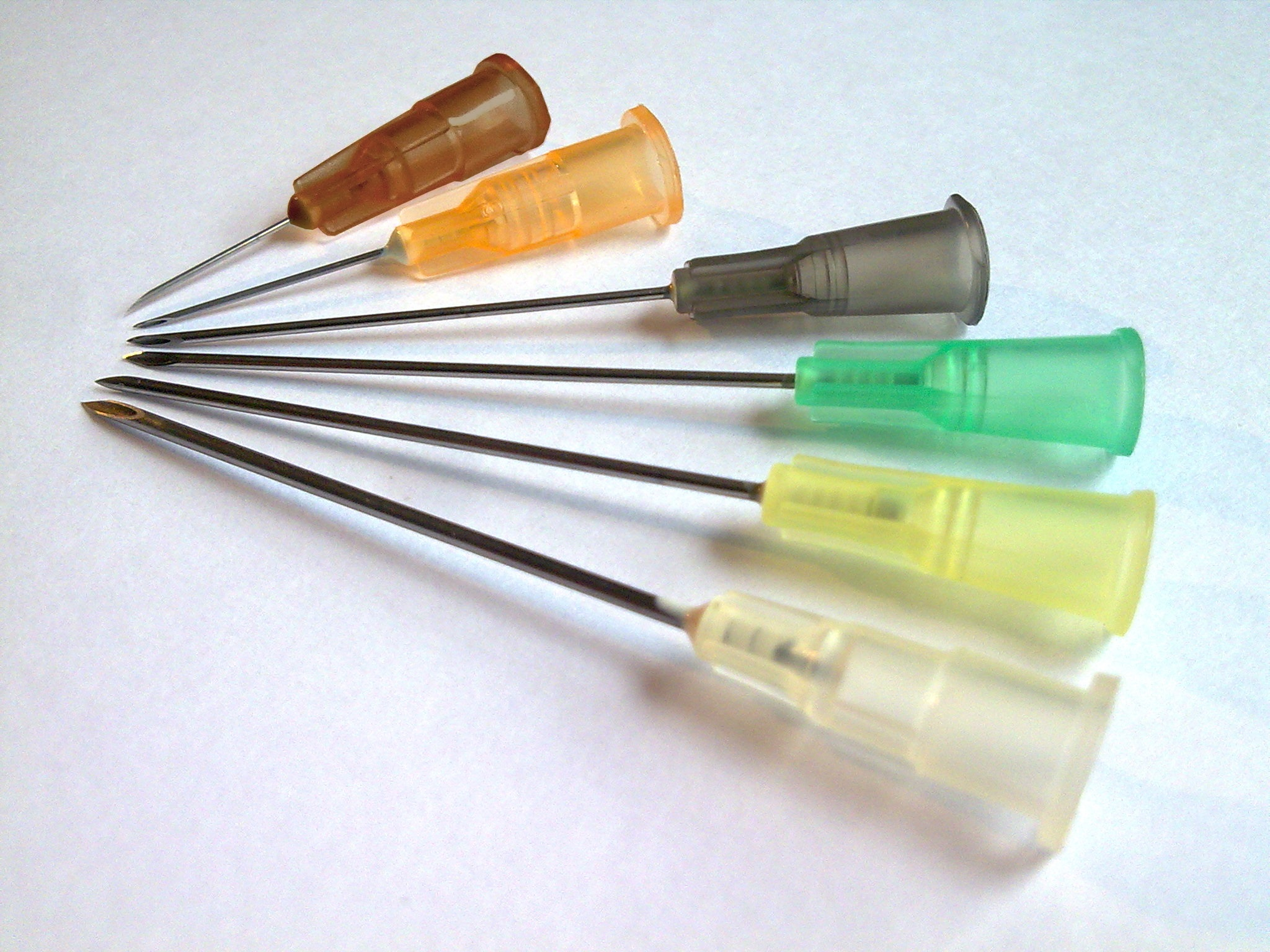
Seis agujas hipodérmicas con conectores Luer. Estas agujas normalmente se usan con otros dispositivos médicos, como jeringas; de arriba a abajo:
- 26G × 1/2″ (0.45 × 12 mm) (marron)
- 25G × 5/8″ (0.5 × 16 mm) (naranja)
- 22G × 1 1/4″ (0.7 × 30 mm) (negro)
- 21G × 1 1/2″ (0.8 × 40 mm) (verde)
- 20G × 1 1/2″ (0.9 × 40 mm) (amarillo)
- 19G × 1 1/2″ (1.1 × 40 mm) (crema)

La transfusión de sangre rápida a través de agujas de 23G o más pequeñas puede causar hemólisis.

### Tamaños de catéteres
Esto incluye catéteres venosos periféricos y catéteres venosos centrales. El calibre en comparación con el diámetro exterior es el mismo que el de las agujas, pero el código de colores es diferente.
| Gauge | Diámetro externo (mm) | Caudal máximo (ml/min) | Color    |
| ----- | --------------------- | ---------------------- | -------- |
| 14    | 2.10                  | 250–300                | Naranja  |
| 16    | 1.65                  | 200                    | Gris     |
| 18    | 1.27                  | 75–120                 | Verde    |
| 20    | 0.90                  | 40–80                  | Rosa     |
| 22    | 0.71                  | 55                     | Azul     |
| 24    | 0.56                  | 35                     | Amarillo |
| 26    | 0.46                  | 13–15                  | Black    |